# Tage Pihl Rasmussen
Tage Pihl Rasmussen (født 10. oktober 1926 i Vester Åby på Sydfyn) idømtes 15. oktober 1965 ved et nævningeting i Odense fængsel på livstid for sædelighedsforbrydelse mod og drab af den 7-årige mindreårige skolepige Mona Rasmussen fra Hvidkilde vest for Svendborg. Strafudmålingen stadfæstedes af Højesteret.
Pigen forsvandt 20. august 1964 ved 11-tiden på vej til skolebussen og efter en større eftersøgning fandtes liget af hende først 25. september i en sø, over 20 km fra hendes hjem. Liget lå i to papirsække, og undersøgelser viste, at hun havde været udsat for en sædelighedsforbrydelse og sandsynligvis var blevet kvalt.
Drabet omtaltes som Mona-sagen.
Papirsækkene og en frotteklud var med til at fælde den på drabstidpunktet 37-årige familiefar og hovmester Tage Pihl Rasmussen fra lokalområdet, som i eftersøgningen var under mistanke, fordi han tidligere havde været mistænkt for sædelighedsforbrydelser.
Rasmussen blev benådet og prøveløsladt efter 12 års fængsel i slutningen af 1977, men 14 år senere forgreb han sig på en 12 årig evnesvag pige og idømtes 8 måneders fængsel for seksualforbrydelsen.
Efter løsladelsen tog han navneforandring.

## Eksterne links
- Tage Pihl Rasmussen - geni.com
- Arkivvideo: Den allerførste TV Avisen handlede om drabet på Mona dr.dk 11. oktober 2015
- Drabssager 1964 Arkiveret 18. marts 2016 hos  Wayback Machine - drabssageridanmark.beboer2650.dk
- Drab på børn: Mona-sagen - TV2 Nyhederne 22. juni 2008